# DFB-Hallenpokal
De DFB-Hallenpokal is een voormalig Duits zaalvoetbaltoernooi georganiseerd door de DFB.
Het toernooi werd gehouden van 1987 tot en met 2001 in de winterstop van de veldcompetitie. Het eindtoernooi om de DFB Hallenpokal werd voorafgegaan door kwalificatierondes. Naast teams uit de 1e en 2e Bundesliga deden ook amateurteams en buitenlandse gastteams mee. Onder andere PSV Eindhoven en Steaua Boekarest hebben als gastteam deelgenomen. Na een niet erkend toernooi in 1987 werd het toernooi opgepakt door de DFB. In 2001 kwam hieraan een einde vanwege de kortere winterstop en de blessuregevoeligheid van het zaalvoetbal waardoor in de laatste edities sommige topploegen niet meer deelnamen. De toernooien waren populair in Duitsland en werden ook op tv uitgezonden. Van 1994 tot 2015 bestond er ook een DFB-Hallenpokal der Frauen.

## DFB Hallenpokal

### Speelsteden finales
Stuttgart: 1987
Frankfurt: 1988
Dortmund: 1989, 1990, 1991, 1994, 1996, 1999, 2001
München: 1992, 1993, 1995, 1997, 1998, 2000

### Lijst van winnaars
Betaald voetbal: Bundesliga · 2. Bundesliga · 3. Liga · Regionalliga Nord · Regionalliga Nordost · Regionalliga West ·  Regionalliga Südwest · Regionalliga Bayern

Bekervoetbal: DFB-Pokal · Ligapokal · DFB-Supercup · DFB Hallen Pokal

Amateurvoetbal · Duitse voetbalbond · Nationaal elftal · Bondscoaches